# Inspeciënt
Een inspiciënt of inspeciënt is een medewerker bij theatergezelschappen die is belast met de praktische zaken rondom een uitvoering. Het gaat hierbij om het klaarzetten van alle rekwisieten, op- en afbouwen van het toneel en het leiding geven aan de belichting en het geluid. Ook het controleren van de kleedkamers behoort tot zijn taken. Bij grotere toneelproducties is er sprake van een groep medewerkers, die worden aangestuurd door een chef-inspiciënt. 
De functie kreeg in Nederland vooral zijn beslag na de Tweede Wereldoorlog. Theatergezelschappen kregen de verplichting om niet alleen in een grote stad - hun eigen standplaats - op te treden, maar ook de kleinere plaatsen in het land te bedienen. Vanwege het rondreizen dat dit met zich meebracht, ontstond er behoefte aan een medewerker die de praktische zaken regelde tijdens de tournee.